# Celebesomyia inocellata
Celebesomyia inocellata är en tvåvingeart som beskrevs av Saigusa 1973. Celebesomyia inocellata ingår i släktet Celebesomyia och familjen svampmyggor. Inga underarter finns listade i Catalogue of Life.